# ألويس اشبرنجر
ألويس اشبرنجر ابن كرستوفر اشبرنجر (1228 - 1310 هـ / 1813 - 1893 م) هو مستشرق نمساوي.
اشتغل في مدرسة دهلي ومطبعة كالكوتا في الهند عام 1842. تجنس بالجنسية الإنكليزية، واشتهر بكتابه عن حياة النبي محمد .